# Ченстохова-Страдом
Ченстохова Страдом (пол. Częstochowa Stradom) — вузлова станція в Польщі у місті Ченстохова. Друга за величиною станція в місті після ст. Ченстохова-Пасажирська.
Має гарне сполучення з різними частинами Польщі.
Через станцію курсує нічний пасажирський поїзд «Львівський експрес» Вроцлав-Львів.